# Окуньково
Окуньково — село в Захаровском районе Рязанской области, входит в состав Большекоровинского сельского поселения.

## География
Село расположено в 9 км на запад от центра поселения села Большое Коровино и в 32 км на северо-запад от райцентра села Захарово.

## История
Окуньково в качестве деревни Куньковы, что была в Колыбельском стану на речке Служке, упоминается в приправочных книгах 1616 года. Деревня эта была вотчиной стольника Василия Андреевича Измайлова. Деревня входила в приход Дмитриевской церкви села Малаховка, но уже в окладных книгах 1676 года Окуньково встречается в качестве села с Дмитриевской церковью. При Дмитриевской церкви было показано земли "10 чет в поле..." В 1874 году графом Дмитрием Андреевичем Толстым была построена каменная церковь с приделами Софийским и Борисоглебским. Церковь была освящена в 1880 году.  
В XIX — начале XX века село являлось центром Окуньковской волости Михайловского уезда Рязанской губернии. В 1905 году в селе было 104 двора.
С 1929 года село являлось центром Окуньковского сельсовета Больше-Коровинского района Рязанского округа Московской области, с 1937 года — в составе Рязанской области, с 1956 года — в составе Захаровского района, с 2005 года — в составе Большекоровинского сельского поселения.

## Население
| 1859 | 1897 | 1905 | 2010 | 2023 |
| ---- | ---- | ---- | ---- | ---- |
| 472  | ↗675 | ↗768 | ↘112 | ↗121 |

## Достопримечательности
В селе находится недействующая Церковь Димитрия Солунского (1880).